# La Tercera República (álbum)
La Tercera República es el primer álbum de estudio del grupo musical español homónimo La Tercera República, compuesto por Pablo Martín y Josu García, publicado por la compañía discográfica Dro East West en 2000. Incluye éxitos como "Sorprendentemente" o "Tú tranquilo", versión del "Take It Easy" de The Eagles, que fueron número uno en Cadena 100. También hay versiones de "I'll Feel a Whole Lot Better" de The Byrds y de "Quizás porque" de Charly García. "Me rindo" fue usado en el año 2003 para la Banda sonora original de la película La fiesta. La letra de la canción "Bombón helado" fue un obsequio para la ocasión de Joaquín Sabina, con música de Pablo y Josu.

## Lista de canciones
| N.º | Título                  | Escritor(es)                                                                         | Duración |  |
| 1.  | «Sorprendentemente»     | Pablo Martín                                                                         | 3:33     |  |
| 2.  | «Mucho vicio»           | Pablo Martín                                                                         | 3:42     |  |
| 3.  | «Bombón helado»         | Joaquín Sabina, Josu García y Pablo Martín                                           | 3:36     |  |
| 4.  | «Tú Tranquilo»          | Jackson Browne y Glenn Frey; adapt. esp. Alberto Manzano, Kiko Veneno y Pablo Martín | 3:50     |  |
| 5.  | «Bienvenido al club»    | Josu García                                                                          | 3:50     |  |
| 6.  | «Caminar adelante»      | Pablo Martín                                                                         | 3:16     |  |
| 7.  | «Quizás porque»         | Charly García                                                                        | 2:57     |  |
| 8.  | «Me siento mucho mejor» | Gene Clark; adapt. esp. Charly García                                                | 2:46     |  |
| 9.  | «Demasiada imaginación» | Pablo Martín                                                                         | 3:39     |  |
| 10. | «Mi día de suerte»      | Josu García                                                                          | 3:15     |  |
| 11. | «Provisional»           | Pablo Martín                                                                         | 4:08     |  |
| 12. | «Me rindo»              | Pablo Martín                                                                         | 4:17     |  |
| 13. | «Siempre diciendo nada» | Josu García                                                                          | 4:54     |  |
| 14. | «Corazón negro»         | Pablo Martín                                                                         | 4:04     |  |